# Señorío de Liébana

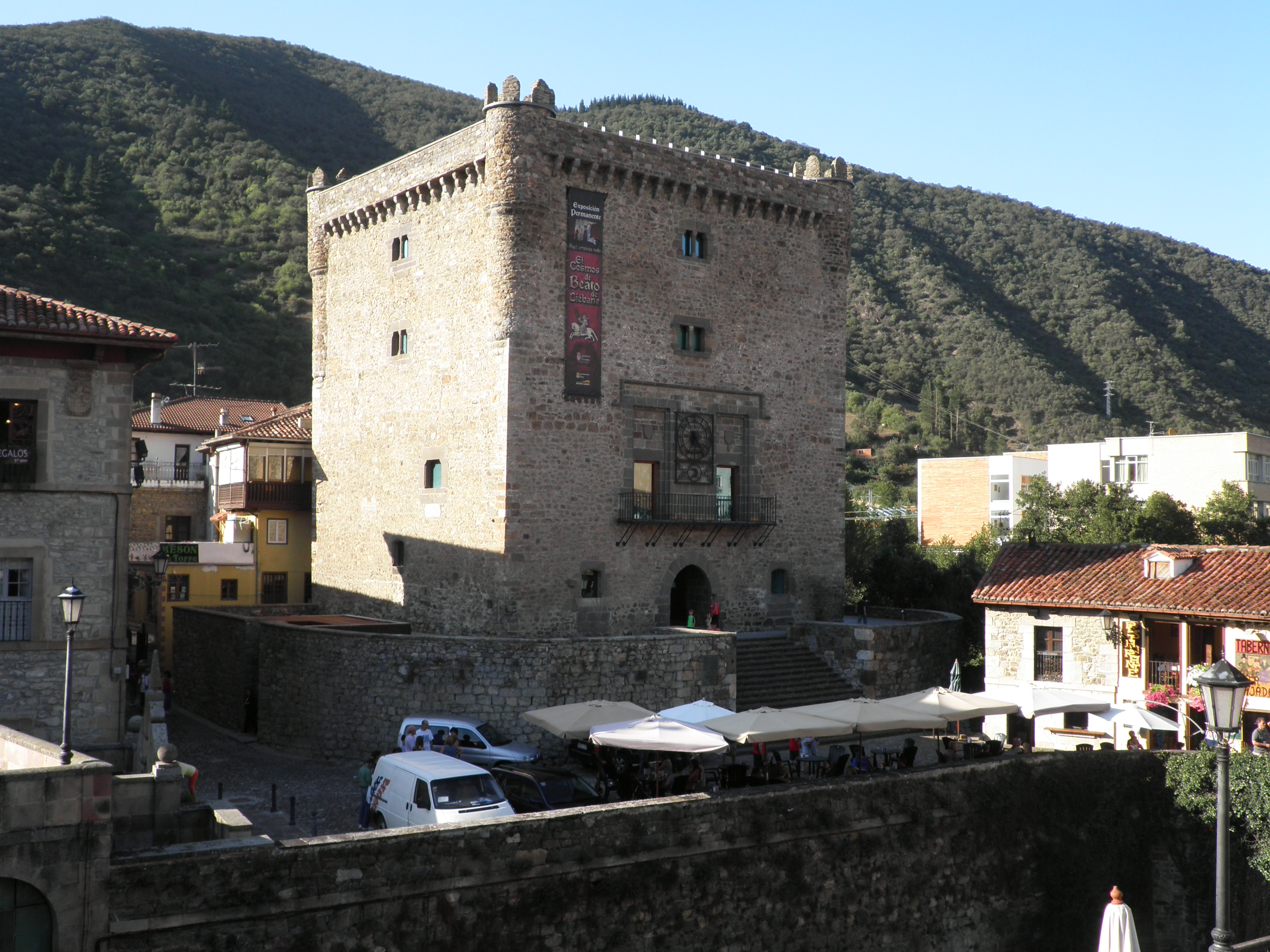
La torre del Infantado, símbolo del poder señorial en Potes, capital de Liébana.

El señorío de Liébana fue una demarcación de régimen señorial que ocupó la comarca de Liébana, situada en la actual comunidad autónoma de Cantabria, en España. Comprendía concretamente la villa de Potes y los valles de Valdevaró, Cillorigo, Valdeprado y Cereceda.
El señorío fue creado en el año 1480 y dado a los duques del Infantado, título que portaba Íñigo López de Mendoza. Antes de esa fecha Liébana formaba parte de la merindad de Liébana-Pernía, una demarcación de realengo. Ese año, el territorio de La Pernía pasó a depender del obispado de Palencia. Previamente habían existido varios intentos de adueñase de Liébana por parte de distintos señores. La reclamaron en el siglo XIV los monjes de Turieno, y la tuvieron a comienzos del siglo XV Garcí Fernández Manrique y Leonor de La Vega.